# Кордарени (Ботошани)
Кордарени (рум. Cordăreni) насеље је у Румунији у округу Ботошани у општини Кордарени. Oпштина се налази на надморској висини од 181 m.

## Становништво
Према подацима из 2002. године у насељу је живело 2185 становника, од којих су сви румунске националности.

### Хронологија
| Година       | 1992 | 1993 | 1994 | 1995 | 1996 | 1997 | 1998 | 1999 | 2000 | 2001 | 2002 | 2003 | 2004 | 2005 | 2006 | 2007 | 2008 | 2009 | 2010 | 2011 | 2012 | 2013 | 2014 | 2015 | 2016 | 2017 |
| ------------ | ---- | ---- | ---- | ---- | ---- | ---- | ---- | ---- | ---- | ---- | ---- | ---- | ---- | ---- | ---- | ---- | ---- | ---- | ---- | ---- | ---- | ---- | ---- | ---- | ---- | ---- |
| Становништво | 2499 | 2439 | 2402 | 2378 | 2332 | 2322 | 2316 | 2303 | 2291 | 2270 | 2281 | 2235 | 2197 | 2167 | 2137 | 2116 | 2110 | 2065 | 2036 | 2001 | 1972 | 1938 | 1909 | 1871 | 1831 | 1811 |